# Phoque (1926)
Phoque var en ubåt av Requin-klass som byggdes för den franska flottan i mitten av 1920-talet. Den kölsträcktes i maj 1924, sjösattes i mars 1926 och togs i bruk i maj 1928. I april 1941 avrustades den i Bizerte, Tunisien och togs av italienarna den 8 december 1942 och döptes om till FR 111. Den sänktes den 28 februari 1943 utanför Murro di Porco på Sicilien av allierade flygplan.

## Design
Ubåtarna i Requin-klassen var 78 meter långa, hade en bredd på 6,8 meter, ett djupgående på 5,1 meter och kunde dyka upp till 80 meter. Ubåten hade ett deplacement på 1 150 ton vid ytan och ett deplacement på 1 441 ton under ytan. Framdrivningen i ytläge sköttes av två dieselmotorer på 2 900 hk (2 163 kW) och två elmotorer på 1 800 hk (1 342 kW). Ubåtarnas elektriska framdrivning gjorde att de kunde uppnå hastigheter på 9 knop (17 km/h) under vattnet och 15 knop (28 km/h) på ytan. Räckvidden på ytan var 7 700 nautiska mil (14 300 km) vid 9 knop (17 km/h) och 4 000 nautiska mil (7 400 km) vid 12 knop (22 km/h), med en räckvidd under vattenytan på 70 nautiska mil (130 km) vid 5 knop (9,3 km/h).

## Konstruktion och tjänstgöring
Phoque kölsträcktes på Brest Arsenal den 21 maj 1924, sjösattes den 16 mars 1926 och togs i drift den 7 maj 1928. I april 1941 avrustades fartyget i Bizerte, Tunisien och togs av italienarna den 8 december 1942 och döptes om till FR 111. Det sänktes den 28 februari 1943 utanför Murro di Porco, Sicilien av allierat flyg.